# Парсоннет, Виктор
Виктор Парсоннет (англ. Victor Parsonnet, 29 августа 1924, Ньюарк, Нью-Джерси — 23 декабря 2024) — американский кардиохирург, внесший значительный вклад в развитие кардиостимуляции. 

## Биография
Парсоннет вырос в Ньюарке, штат Нью-Джерси, и учился в средней школе Уикваик, прежде чем поступить в Корнеллский университет. Во время Второй мировой войны он вступил в резерв ВМС США, а затем поступил в медицинскую школу. В 1947 году он закончил обучение в Медицинской школе Нью-Йоркского университета.
В 1955 году Парсоннет присоединился к практике своего отца в медицинском центре Newark Beth Israel в Ньюарке, штат Нью-Джерси, который его деды, Макс Данзис и Виктор Парсоннет, основали в 1901 году. Парсоннет проводил исследования и учился вместе с пионерами в области кардиохирургии Майклом Дебейки и Дентоном Кули (первым человеком в Соединённых Штатах, выполнившим пересадку сердца в 1968 году). Парсоннет был первым хирургом в Нью-Джерси, который имплантировал постоянный кардиостимулятор (1961) и выполнил пересадку сердца (1985) и почки. Когда Виктора спрашивали о его успехе, он просто говорил: «Я оказался в нужном месте в нужное время». 
Парсоннет занимал должность главного хирурга в Beth Israel, а также медицинского директора Центра оценки кардиостимуляторов и дефибрилляторов и директора хирургических исследований. 
Парсоннет — один из основателей Североамериканского общества кардиостимуляции и электрофизиологии. Он является автором более 600 статей и 5 книг. Он также имел пять патентов.
Парсоннет на протяжении многих лет был председателем Симфонического оркестра Нью-Джерси. Он также был членом правления Еврейского общественного фонда Большого Метро-Уэста, штат Нью-Джерси, и членом правления Еврейского исторического общества Нью-Джерси.
Парсоннет вышел на пенсию в 2016 году. В 2019 году он был включён в Зал славы Нью-Джерси. 29 августа 2024 года ему исполнилось 100 лет, а 23 декабря он умер.